# Zack Ward
Zack Ward, född 31 augusti 1970 i Toronto, Ontario, Kanada, är en kanadensisk skådespelare. Han är känd för sin karaktär Dave Scovil i TV-serien Titus och som översittaren Scut Farkus i filmen En julberättelse.
Han har haft gästroller i populära TV-serier såsom NCIS, Lost och Crossing Jordan. Ward har också haft flera små roller i filmer som Transformers och Anne på Grönkulla. Han var med i skräckfilmerna Resident Evil: Apocalypse och Freddy vs Jason.
Ward har också ledande roller i BloodRayne II: Deliverance (baserat på TV-spelet BloodRayne 2) och Postal.
Han är son till skådespelerskan Pam Hyatt och bror till Carson Foster.